# Michaił Lebiediew (1884–1971)
Michaił Iwanowicz Lebiediew (ros. Михаил Иванович Лебедев, ur. 1884 we wsi Izwałki w guberni jarosławskiej, zm. 1971) – rosyjski rewolucjonista, radziecki funkcjonariusz organów bezpieczeństwa.
1904-1905 służył w rosyjskiej flocie wojskowej, 1905 został aresztowany i skazany na 12 lat katorgi, skąd w 1911 zbiegł. Od 1914 członek SDPRR(b), 1918 żołnierz Armii Czerwonej, od lipca do grudnia 1918 kierownik gubernialnego wydziału sprawiedliwości w Jarosławiu. Od 13 grudnia 1918 do grudnia 1919 przewodniczący jarosławskiej gubernialnej Czeki, od 23 grudnia 1919 do 20 września 1920 przewodniczący kurskiej gubernialnej Czeki, 1921 przewodniczący Czeki przy Radzie Komisarzy Ludowych Górskiej ASRR. Odznaczony Orderem Lenina i Orderem Czerwonego Sztandaru Pracy. W organach Czeki/OGPU służył do 1929, gdy został zwolniony ze względu na stan zdrowia.